# Slaviša Jokanović
Slaviša Jokanović (Novi Sad, 16 d'agost de 1968) és un exfutbolista i entrenador de futbol serbi. En la seua etapa de jugador, ocupava la posició de migcentre.

## Trajectòria
Jokanovic va sorgir del planter del club de la seua ciutat natal, l'FK Novi Sad, i el 1988 va passar a l'altre equip local, la Vojvodina Novi Sad, amb qui va guanyar la lliga iugoslava de 1989. Després es va incorporar a les files del Partizan de Belgrad, on va viure el canvi de la lliga de l'antiga Iugoslàvia a la nova República Iugoslava. La seua contribució va ajudar l'equip capitalí a imposar-se en una lliga i una copa, cosa que va fer que els equips occidentals es fixaren en Jokanovic.
El 1993 marxa a la lliga espanyola, fitxat pel Reial Oviedo. Va estar dos anys en el club asturià, on va jugar més de 30 partits cadascun i va marcar un total de dotze gols. El següent destí del serbi és el CD Tenerife. La primera temporada, el club canari es classifica per la UEFA, però els anys posteriors va perdent posicions fins a descendir a Segona la temporada 98/99. En aquestes quatre campanyes, Jokanovic continua sent titular.
En descendir el Tenerife, s'incorpora al Deportivo de La Corunya, i forma part de la històrica esquadra que aconsegueix el per ara únic títol de Lliga dels gallecs. Només roman un any La Corunya, on disputa 23 partits i marca dos gols.
Canvia d'aires i fitxa pel Chelsea FC de la Premier League. Al club blau compta amb diverses participacions en els dos anys que hi juga, però no acaba de fer-se un lloc a l'onze titular. Finalment, torna a l'Estat espanyol, per jugar a la Segona Divisió amb el Ciudad de Múrcia. Només disputa sis partits amb els murcians abans de retirar-se el 2004.

## Com a entrenador
Començà al setembre del 2007 dins l'equip tècnic del Club Atlético Pinto, de la Tercera Divisió madrilenya, però al cap de poc fou reclamat per ocupar la banqueta del Partizan de Belgrad, en substitució de Miroslav Đukić. Al club serbi va aconseguir el doblet lliga-copa del 2008.
El 2014, fou nomenat nou entrenador de l'Hèrcules CF.

## Selecció
Jokanovic va representar en 64 ocasions a la selecció de futbol de Iugoslàvia, entre 1991 i 2002. Va marcar 10 gols.
Va formar part del combinat del seu equip que va acudir al Mundial de França de 1998 i a l'Eurocopa de Bèlgica i Holanda del 2000.